# Vilde sind
|  | Denne artikel er oprettet af botten Steenthbot ud fra en ekstern database. Den kan derfor have sproglige fejl eller mangler. Denne skabelon kan fjernes efter kontrol af indholdet. |

Vilde sind er en dansk kortfilm fra 2021 instrueret af Hannah Elbke. Filmen er en afgangsfilm fra Super16 og vandt i 2022 Robert Prisen for Årets kortfilm: Fiktion/animation.

## Handling
Den 15-årige Daniel føler sig ikke hjemme blandt sine jævnaldrende, selvom han forsøger at passe ind drømmer han om en ny begyndelse hos sin far i København. Daniels mor, Bella, arbejder på hans skole, er storgrinende, højtsyngende og lever for det meste i ekstremer, på godt og ondt. Da Daniel fortæller sin mor, at han ønsker at flytte, tærer det hårdt på hende og han må igen være den voksne. En hændelse, hvor Bellas atypiske væsen kommer til udtryk, sætter tingene i perspektiv. Måske er sårbarhed også en styrke.

## Medvirkende
- Elias Budde Christensen, Daniel
- Signe Egholm Olsen, Bella
- Kasper Leisner, Far Nils